# Anna Catharina de Lamboy
Anna Catharina de Lamboy (1609 - 1675) was abdis van de Abdij van Herkenrode in Hasselt van 1653 tot 1675.

## Biografie

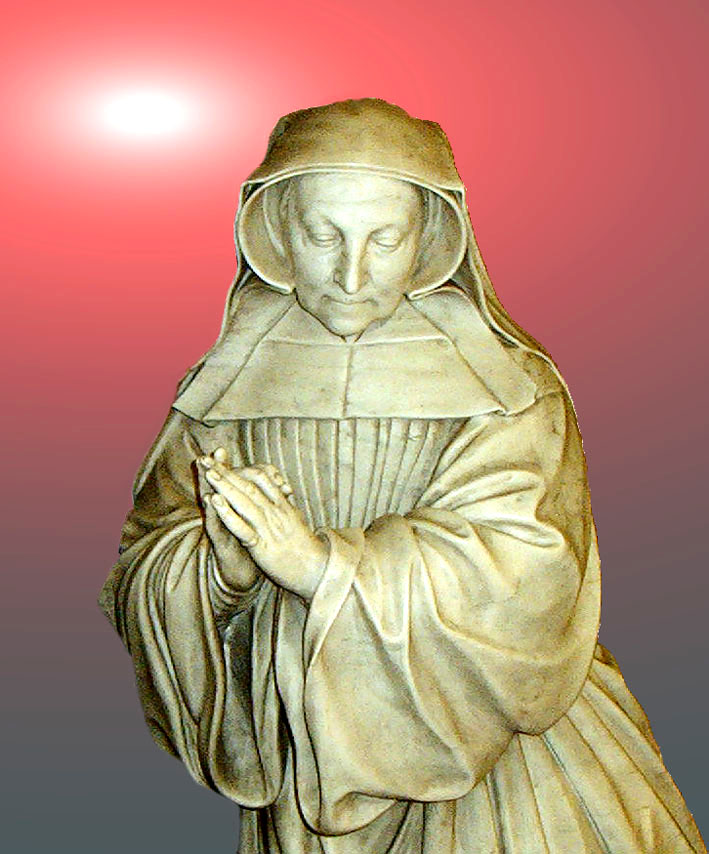
Anna Catharina de Lamboy. Detail van haar praalgraf in de Virga-Jessebasiliek in Hasselt.

Anna Catharina de Lamboy was de dochter van Guillaume baron de Lamboy, heer van Desseneer, Kortessem, Croonendaal en Wintershoven en Margaretha de Méan. Willem III de Lamboy, haar broer, vergaarde als veldmaarschalk bij het Keizerlijk leger in het verslagen Bohemen enorme rijkdom tijdens de Dertigjarige Oorlog.
Deze abdis mag men terecht beschouwen als een van de grote bouwvrouwen van de abdij. Tijdens haar ambtsperiode liet zij de enorme Tiendschuur Herkenrode (1656), de infirmerie (1658) en een deel van de hoevegebouwen met de twee hoektorens (1669) bouwen. Ze gaf aan Jean Del Cour opdracht om een altaar te vervaardigen voor de abdijkerk dat nu te zien is in de Virga Jessebasiliek. Tijdens het bestuur van deze abdis werd in 1669 de atlas in vijf delen van de gebouwen en gronden van de abdij vervaardigd. Deze worden bewaard in het Luikse Bisschoppelijk archief. Alle gronden en eigendommen werden opgemeten en in kaart gebracht door landmeter Peter Meysman uit Aalst.

In 1675 liet zij de Antwerpse beeldhouwer Artus Quellinus de Jonge voor haar een praalgraf bouwen in de abdijkerk van Herkenrode. Na de ontmanteling van deze kerk, die ook als mausoleum voor de graven van Loon diende, vond dit grafmonument zoals dit van abdis Barbara de Rivière d'Arschot een plaats in het kerkschip van de Virga Jessebasiliek in Hasselt.

## Wapenendevies

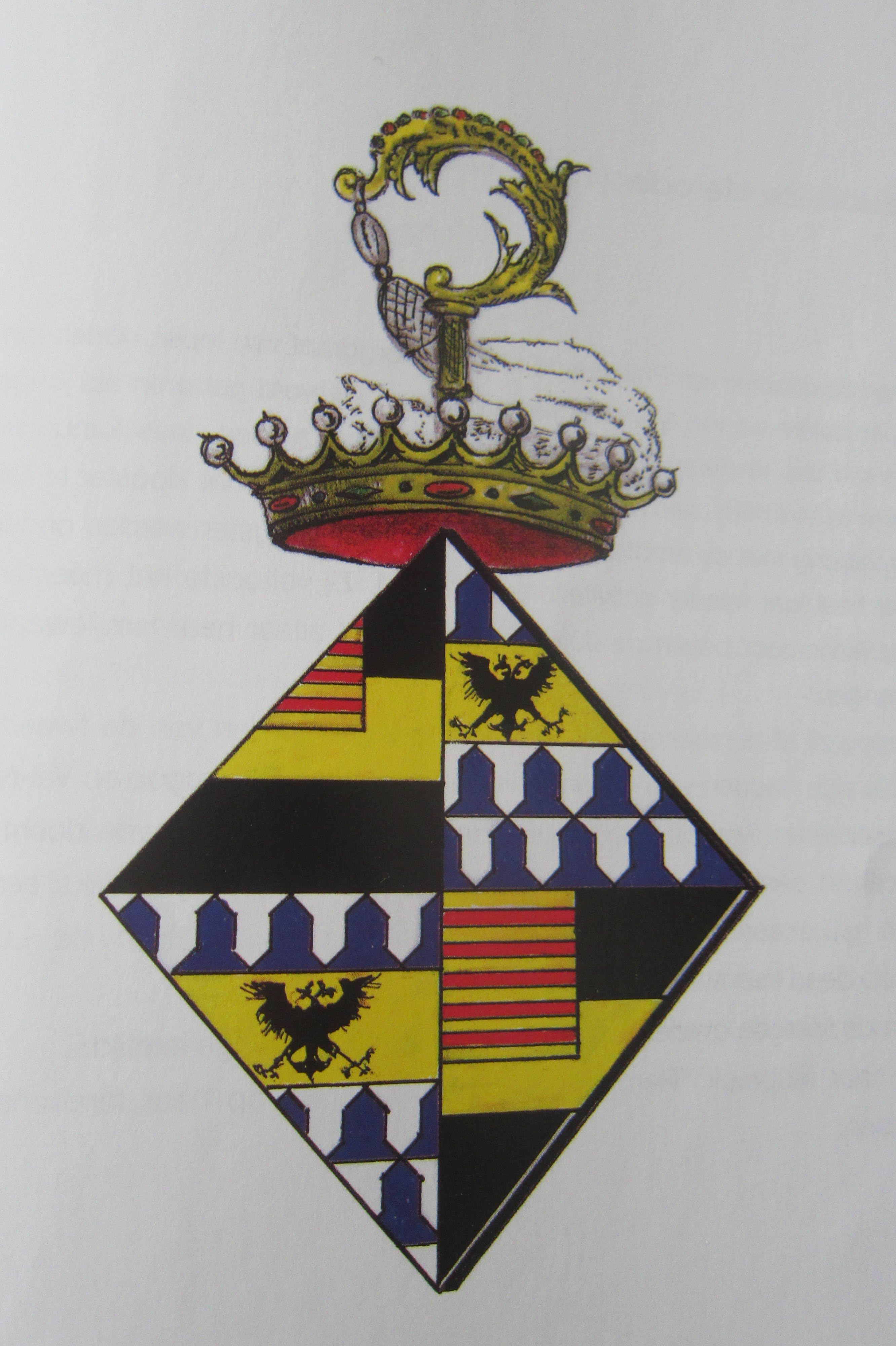
Wapen van abdis Anna Catharina de Lamboy, Hasselt

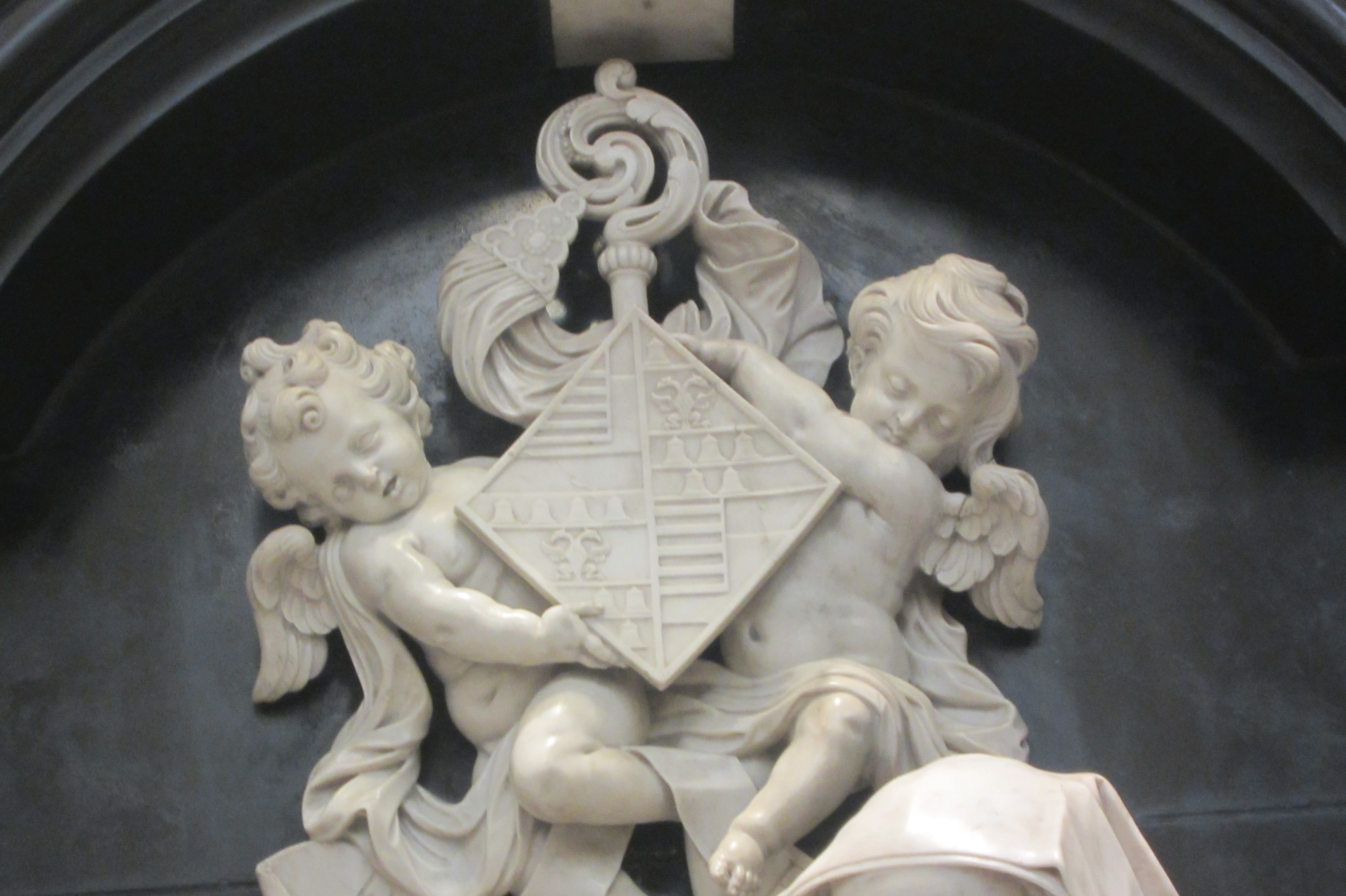
Stenen wapen abdis Anna Catharina de Lamboy, aan praalgraf in de Virga Jessebasiliek te Hasselt

Aan de tiendschuur van de Abdij van Herkenrode staat haar stenen wapenschild en haar wapenspreuk: PIE ET PROVIDE (Wees vroom en vooruitziend). Daaronder staat het chronogram L'ABONDANCE DE DIEV (De overvloed van God) waarin het jaartal 1656 verwerkt is.
De blazoenering van het wapen gaat als volgt:
- Gevierendeeld:
  - I.-IV.   In sabel een dwarsbalk van goud (d.i. geel), in een vrijkwartier van goud vijf dwarsbalken van keel.
  - II.-III. In vair een verhoogde dwarsbalk van goud beladen met een dubbele adelaar van sabel
- Spreuk: Pie et provide

## Links
- Anna Catharina de Lamboy op BALaT - Belgian Art Links and Tools (KIK)

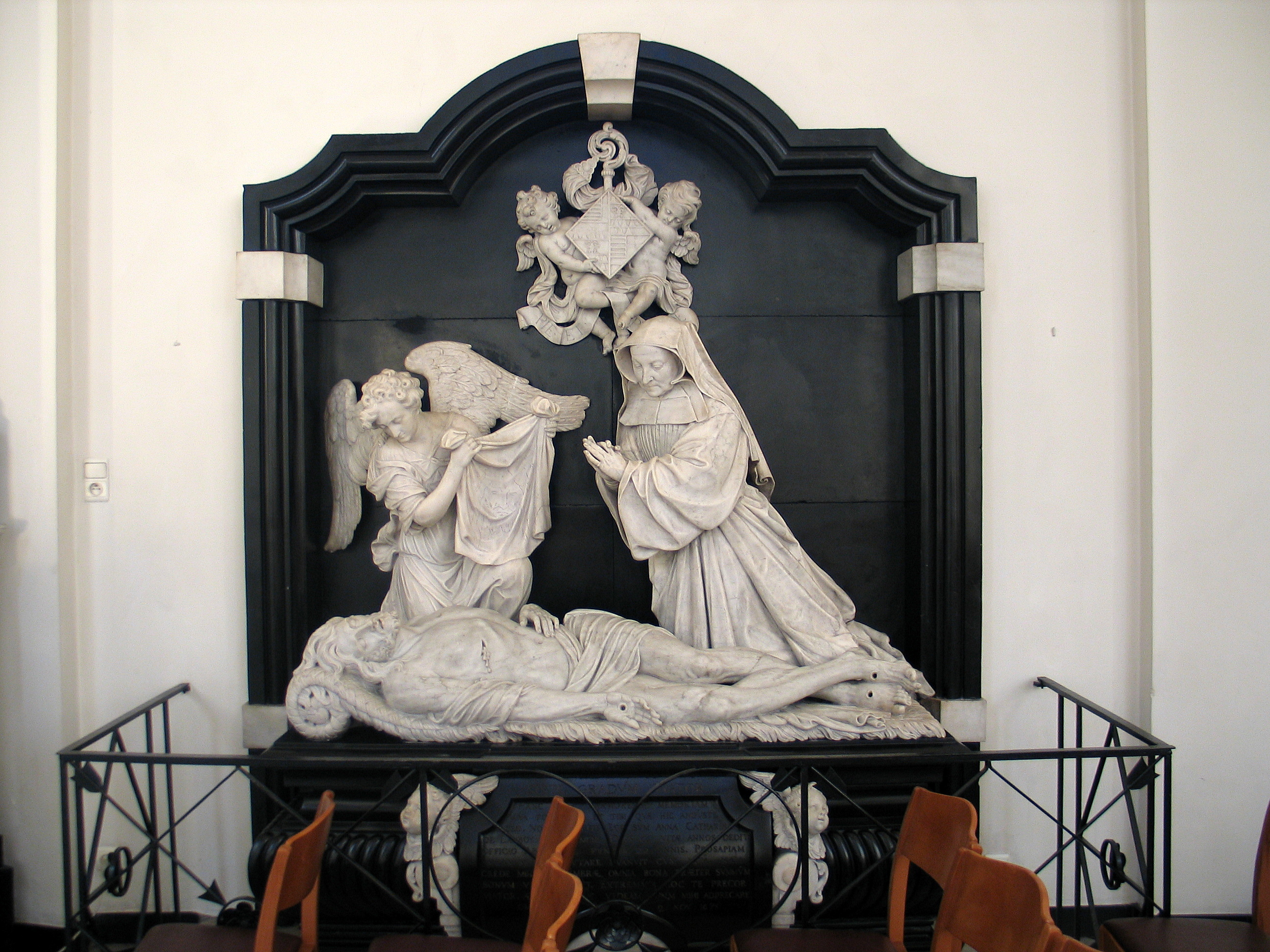
Praalgraf van Catharina de Lamboy
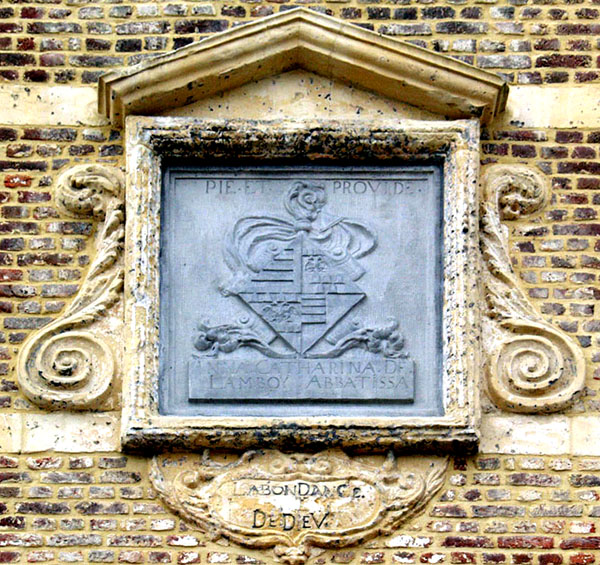
Wapenschild van Anna Catharina de Lamboy op de tiendschuur, abdijsite Herkenrode